# Contea di Allen (Indiana)
La contea di Allen (in inglese Allen County) è una contea dello Stato dell'Indiana, negli Stati Uniti. La popolazione al censimento del 2000 era di 331 849 abitanti. Il capoluogo di contea è Fort Wayne.